# تاكوشت
تاكوشت (بالإنجليزية: TAKOUCHT)‏ هي جماعة قروية تابعة لإقليم الصويرة ضمن جهة مراكش آسفي بالمغرب. بلغ مجموع عدد سكان تاكوشت  حسب إحصاءات 2004 حوالي 5135 نسمة يعيشون في 924 أسرة.